# I maghi di Caprona
I maghi di Caprona (The Magicians of Caprona) è un romanzo fantasy del 1980 di Diana Wynne Jones, terzo libro della serie di Chrestomanci.
Il romanzo è ambientato in una versione immaginaria nella città italiana di Caprona, dove la magia è all'ordine del giorno. A Caprona vivono le due più grandi famiglie di maghi d'Italia, la famiglia Montana e la famiglia Petrocchi, da sempre in competizione: le due famiglie non si parlano, non si guardano, e si considerano superiori l'una sull'altra. 
Il libro ci porta a casa Montana, dove troviamo il piccolo Tonino Montana, l'unico della famiglia lento ad apprendere gli incantesimi; in compenso Tonino ha una grande passione per la lettura e la capacità di parlare coi gatti, abilità molto rara e apprezzata. Tonino vive circondato da un'infinità di fratelli, sorelle, cugini, zie... e dai gatti, in particolare Benvenuto, che ha una particolare predilezione per lui. 
Tonino, col fratello Paolo, capisce che la situazione di Caprona è assai grave: Pisa, Firenze e Siena si sono alleate contro Caprona, nella speranza di conquistarla. L'unico modo per salvare la città è quello di trovare le parole originarie dell'Angelo di Caprona, l'inno magico della città che, modificato più volte nel corso dei secoli, ha perso molto del suo potere. Tonino sogna di riuscire lui stesso a salvare Caprona, e i suoi sogni sembrano realizzarsi quando riceve uno strano libro che narra la storia di un ragazzo normale, privo di poteri magici, che riesce a salvare la sua città trovando una pergamena in un vicolo. Con la speranza di trovare le parole perdute, Tonino si avventura per Caprona, finché viene rapito, trasformato in una bambola da teatrino e rinchiuso in una scatola insieme a Angelica Petrocchi. 
I due riusciranno insieme a superare diffidenze e pregiudizi, a scoprire gli intrighi di una duchessa malvagia, a svelare l'innocenza di un conte ingenuo e a salvare Caprona da una sconfitta sicura, trovando le parole dell'angelo con l'aiuto di Rosa Montana e Marco Petrocchi, giovani sposi segreti, dei gatti Benvenuto e Vittoria, capogatto di casa Petrocchi e del grande incantatore Chrestomanci.
Ma Caprona non è salva se le due famiglie non lavorano unite; il libro si conclude con un invito a pranzo dei Petrocchi verso i Montana, invito accolto con piacere; è presente anche Crestomanci, che propone di portare con sé Tonino e Angelica in Inghilterra, per formarli alle arti magiche, dichiarando che senza di loro Caprona non sarebbe stata più la stessa, o non ci sarebbe stata più.

## Edizioni
(parziale)
- Diana Wynne Jones, I maghi di Caprona, traduzione di Angela Ragusa, collana Gl'istrici, Salani, 2002,  pp. 197, cap. 15, ISBN 88-8451-034-1.